# Tréas (gmina)
Tréas – gmina (khum) w północno-zachodniej Kambodży, w zachodniej części prowincji Bântéay Méanchey, w dystrykcie Svay Chék. Stanowi jedną z 8 gmin dystryktu.

## Miejscowości
Na obszarze gminy położonych jest 9 miejscowości:
- Thmei
- Chaeng
- Doun Nouy
- Prei
- Ponley Chas
- Tréas
- Ampil Prong
- Ou Kakaoh
- Ta Voek